# Facekiny

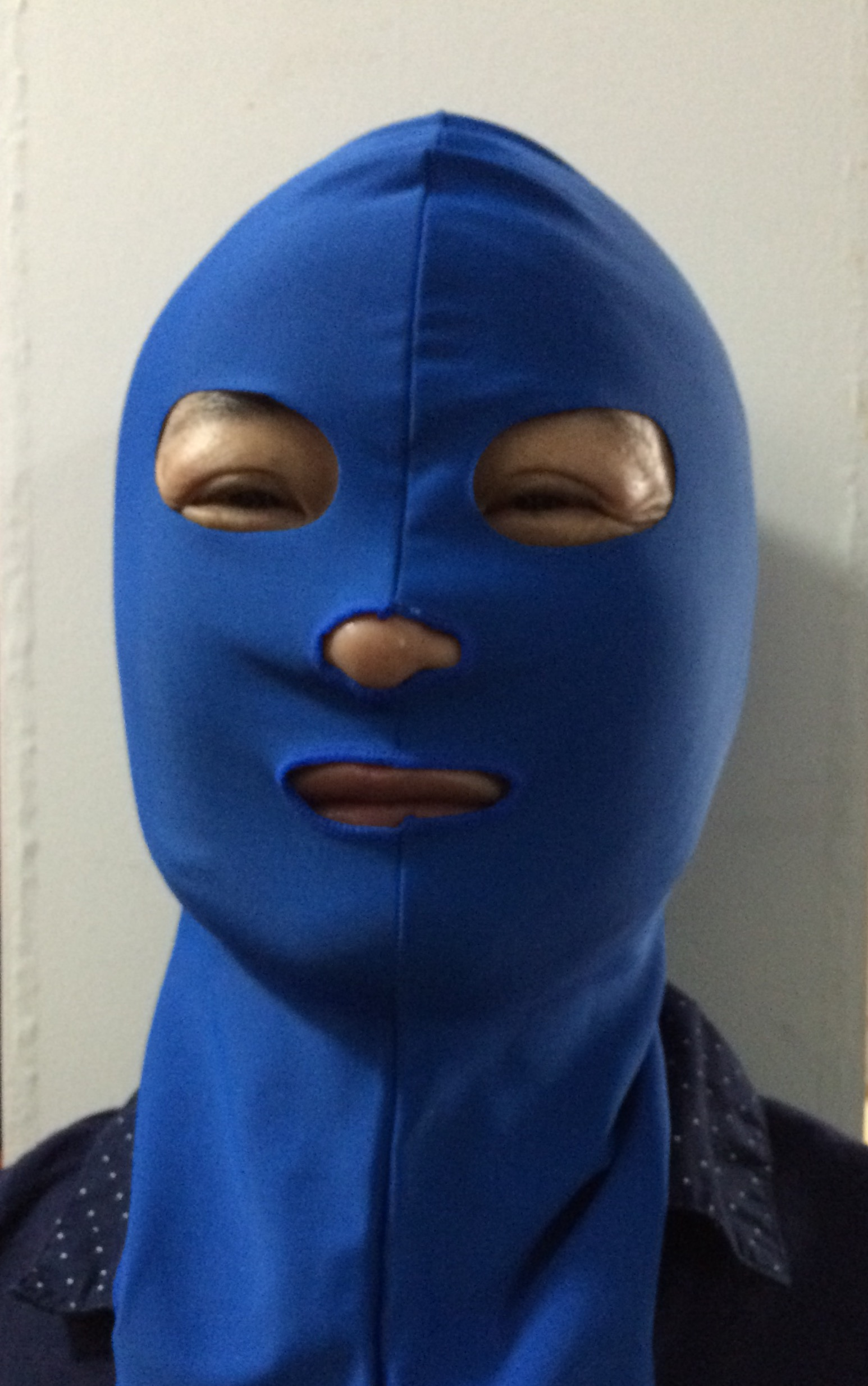
Facekiny

Slovo facekiny  (anglicky: facekini) označuje jednodílné obličejové plavky, populární v některých oblastech na východě Číny. Na rozdíl od tradičních typů plavek, účelem facekin není zakrýt intimní partie těla, ale ochránit obličej před některými nepříznivými vlivy. Facekiny zakrývají kompletně celou hlavu. V západním světě jsou pro svůj celkový charakter považovány za regionální zvláštnost a jejich používání se zatím mimo Čínu neprosadilo.

## Historie vzniku
Zpravodajská média si facekin začala všímat v roce 2012, takže vznik tohoto typu plavek lze umístit buď do tohoto roku, nebo krátce před něj. Jejich tvůrce svým neobvyklým výrobkem údajně reagoval na obavy některých obyvatel přímořské oblasti Šan-tung na východě Číny z negativních účinků slané vody a slunečních paprsků na lidský obličej. Přišel proto s nápadem vyrábět ochranu obličeje z běžných plavkových materiálů. Produkcí svých pestrobarevných plavkových kukel nastartoval mezi místními obyvateli, zvláště mezi ženami, které si chtějí udržet světlou pleť, nový kulturní trend.

## Deklarované použití
Smysluplnost používání facekin je z pohledu Evropanů diskutabilní. Zatímco některé argumenty vyznívají v jistém smyslu logicky (např. ochrana před sluncem), jiné příliš důvěryhodně nepůsobí (ochrana před žraloky). V médiích se objevují tyto údajné argumenty čínských spotřebitelů, nebo prodejců k používání facekin:
Ochrana a zdraví
- ochrana před sluncem (před opálením)
- ochrana před slanou vodou
- ochrana před medúzami
- ochrana před žraloky

Móda
- trendy oděvní prvek

## Variace
- Samostatná kukla na hlavu, s průzorem na oči, nos a ústa
- Kombiné s kuklou na hlavu (s průzorem na oči, nos a ústa)
- Celotělová kombinéza s kuklou na hlavu (s průzorem na oči, nos a ústa), plavky v této podobě zakrývají celé tělo

## Materiály
Standardní plavkovina v podobných textilních a barevných variacích, používaných k výrobě jiných druhů plavek.